# Semicassis thomsoni
Semicassis thomsoni là một loài ốc biển săn mồi cỡ lớn, là động vật thân mềm chân bụng sống ở biển thuộc họ Cassidae, họ ốc kim khôi.

## Phân bố
- New Zealand[1]